# 札幌山の上病院
札幌山の上病院（さっぽろやまのうえびょういん、英名：Sapporo Yamanoue Hospital）は、北海道札幌市西区山の手6条9丁目1-1に所在する病院。2017年12月25日現在、288床を持つ。内科、脳神経内科、リウマチ・膠原病内科、形成外科、消化器内科、循環器内科、心療内科、脳神経外科、整形外科、外科、放射線科、老年内科の各診療科を有し、神経・リウマチなどの難病の専門的治療、それらの疾病やがん、および心臓疾患などに対する専門的リハビリテーション、リンパ浮腫などの形成外科的治療も行なっている。

## 沿革
札幌山の上病院は現理事長蕨建夫が1987年に設立した。東京大学医学部神経内科初代教授である豊倉康夫の功績を記念し、豊倉記念講堂と臨床脳神経研究施設を併設している。

### 蕨建夫
1945年東京生まれ。1969年北海道大学医学部卒業後、東京大学医学部脳研神経内科、北海道大学生理学講座を経て北海道大学医学博士学位取得。カリフォルニア州立大学ロサンゼルス校ＢＲＩ、市立札幌病院神経内科、西円山病院などを経て1987年に札幌山の上病院を設立し院長、1995年より理事長。

### 豊倉康夫
東京大学名誉教授、東京都老人医療センター名誉院長。三共監査役。1923年熊本県生まれ。1947年東京帝国大学医学部臨床医学科卒。米国モンテフィオーレ病院（en:Montefiore Medical Center）留学。1964年より東京大学医学部教授（1984年退官）。難治性神経疾患の研究に携わり、スモン病の命名者であり、筋萎縮性側索硬化症(ALS)の病態解明にも貢献した。2003年没。岳父に東大医学部教授で東大病院院長、関東中央病院院長などを務めた美甘義夫。

## 保険指定施設
- 保険医療機関（健康保険法・国民健康保険法）
- 生活保護法指定医療機関
- 特定疾患受託医療機関

## 認定病床数
- 許可病床数 288床
- 一般病床数 42床
- 障害者病床数 246床

## 診療科等
診療科
- 内科
- 脳神経内科
- リウマチ・膠原病内科
- 形成外科
- 消化器内科
- 循環器内科
- 心療内科
- 脳神経外科
- 整形外科
- 外科
- がん診療部
- 放射線科
- 老年内科
- リハビリテーション科

専門外来
- パーキンソン病外来
- 頭痛外来
- めまい外来
- 歩行・転倒外来
- 脳・脊椎ドック外来
- もの忘れ外来
- 疼痛外来(肩こり、しびれ）
- 腰痛外来
- リウマチ・膠原病外来
- ヘリコバクター ピロリ外来
- ボツリヌス治療外来
- 睡眠時無呼吸（いびき）外来
- リンパ浮腫外来
- 嚥下造影検査

部門
- 看護部
- 薬剤部
- 放射線科
- 地域医療連携室
- 札幌山の上リハ訪問看護ステーション
- 札幌山の上指定居宅介護支援事業所
- 札幌山の上病院指定居宅介護支援事業所

## 施設認定
札幌山の上病院
- 日本内科学会認定医制度教育関連病院
- 日本神経学会専門医制度教育施設
- 日本リウマチ学会認定教育施設
- 日本老年学会認定施設

## 交通アクセス
北1条宮の沢通沿いに位置する。
- ジェイ・アール北海道バス（琴似営業所、札樽線）「山の手7条7丁目」バス停下車